# ヤン・ヴォルカース

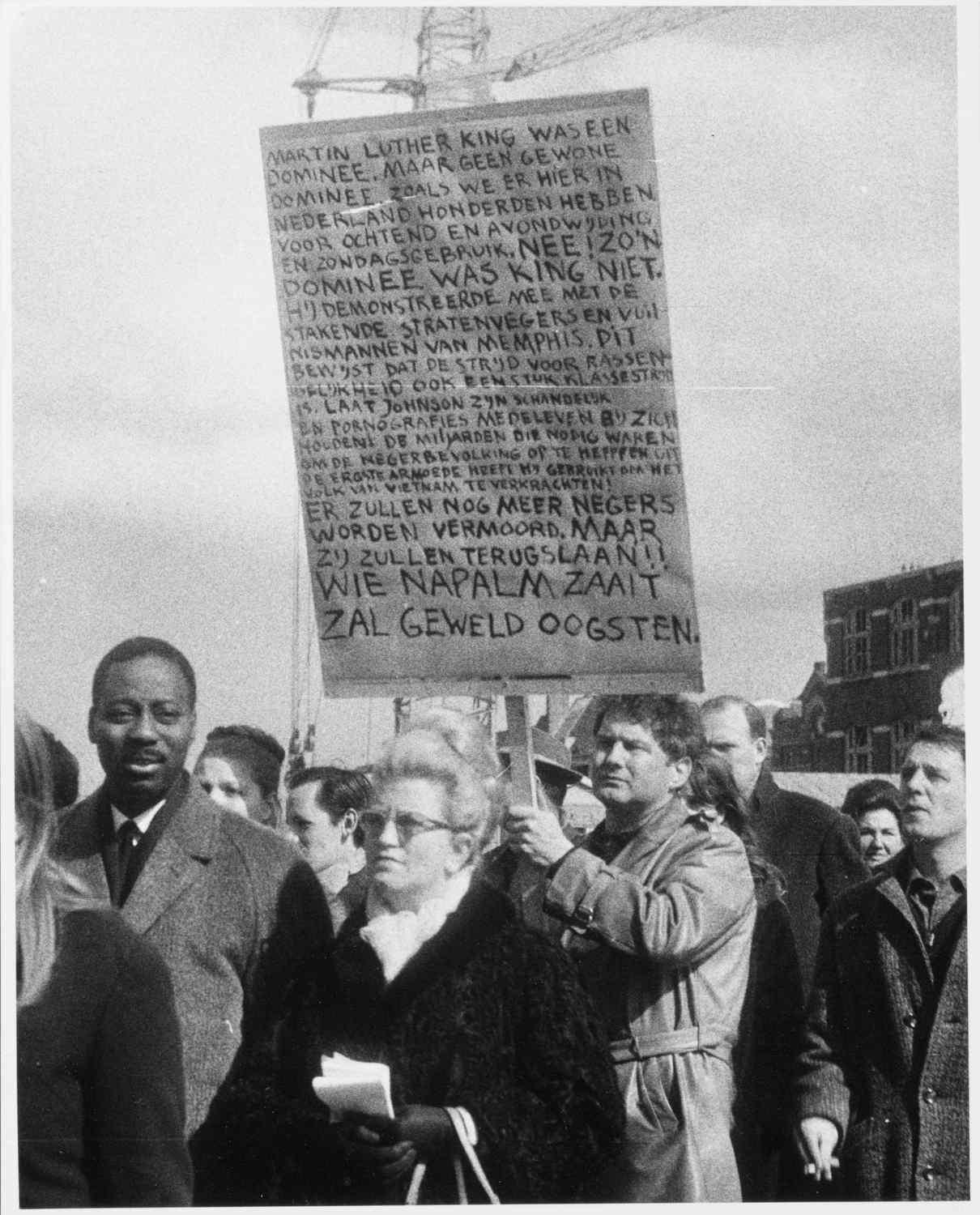
1968年、アムステルダム
でのデモに参加したヴォルカース。

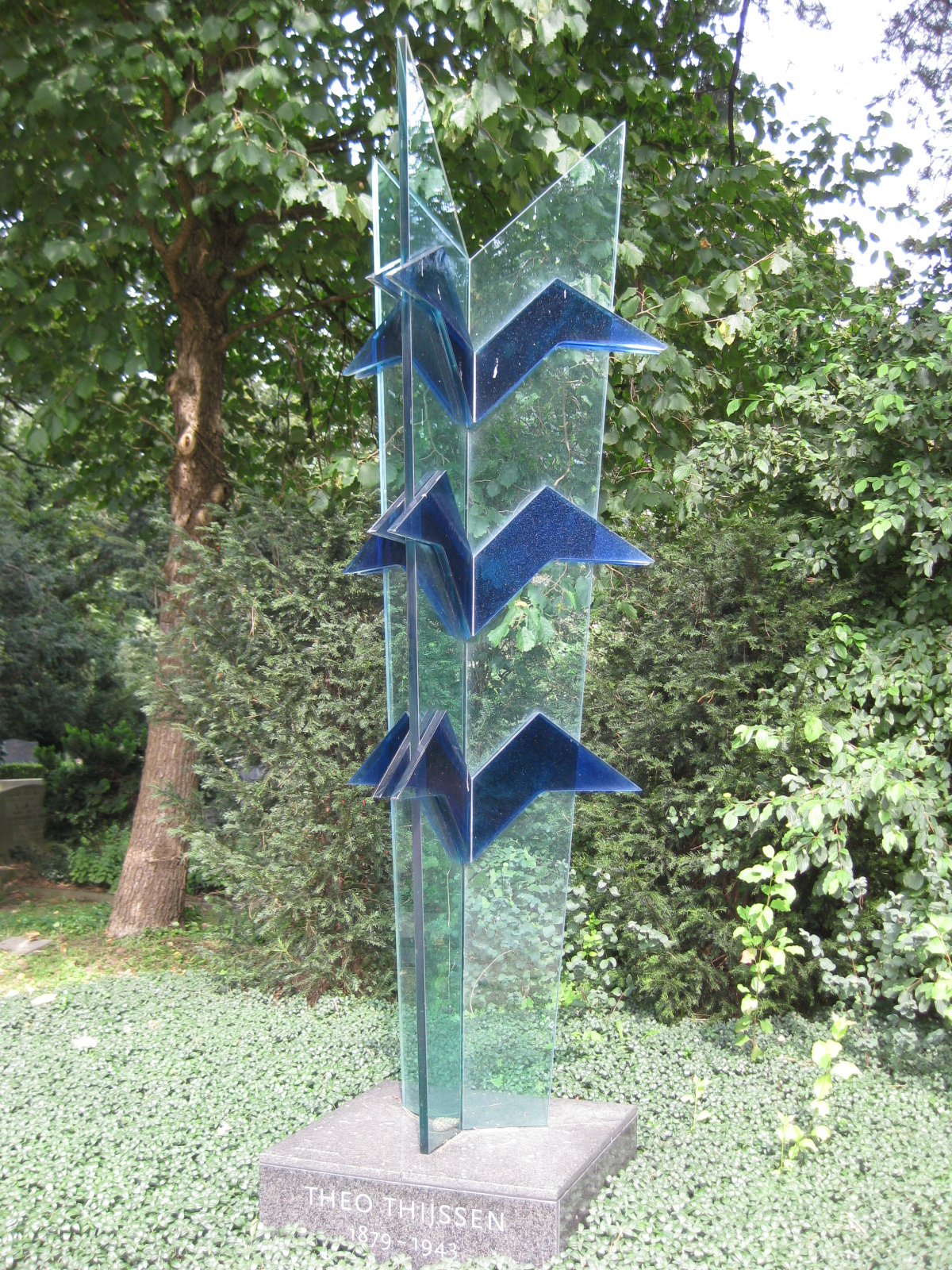
ヴォルカースが手がけた、テオ・テイセン記念碑。ガラスを多く用いた作例。

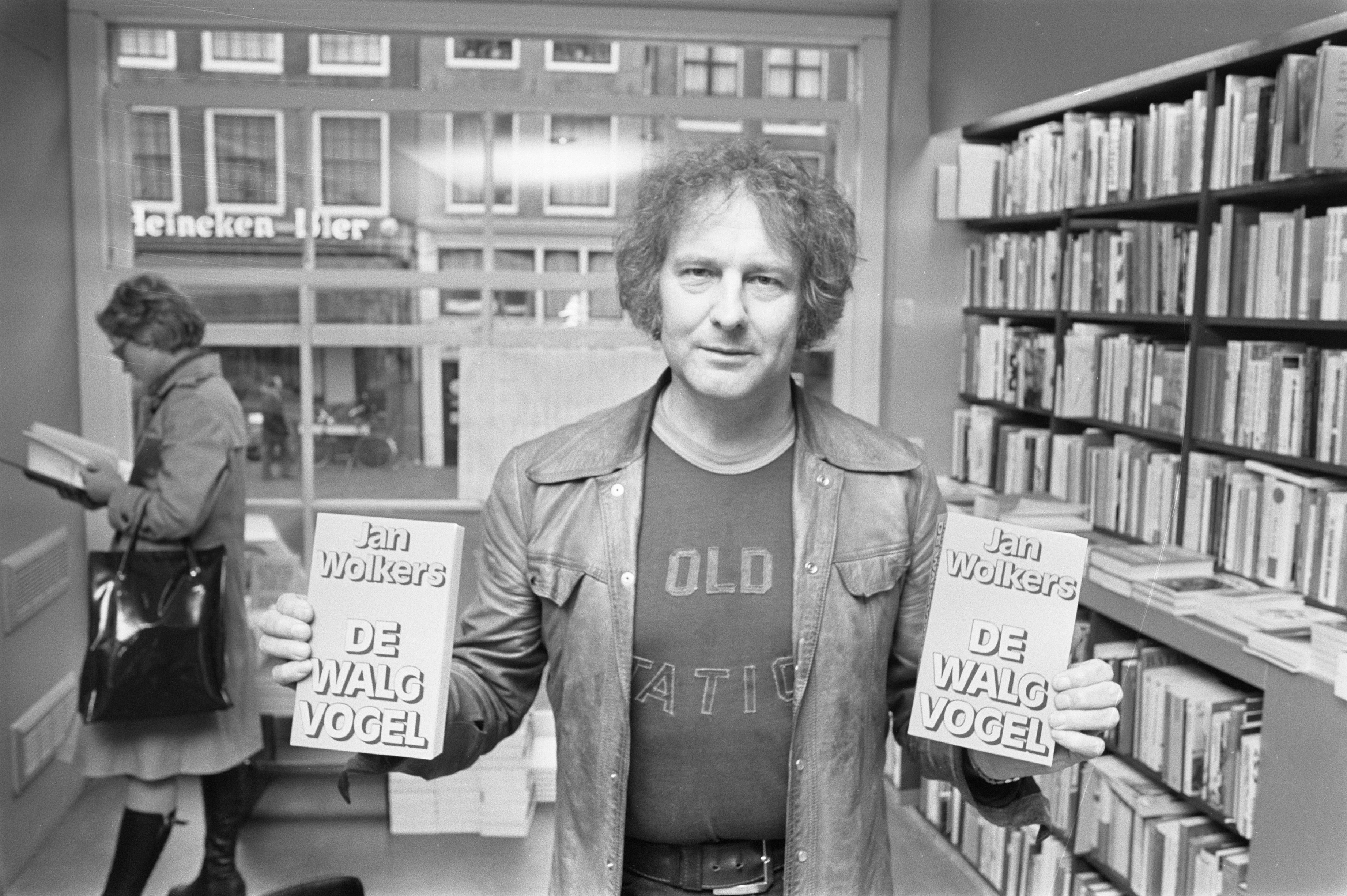
1974年、自著を手にしたヴォルカース。

ヤン・ヘンドリック・ヴォルカース（Jan Hendrik Wolkers、1925年10月26日 - 2007年10月19日）は、ウフストヘーストに生まれ、テセルに没した、オランダの著作家、彫刻家、画家。
第二次世界大戦後のオランダの文学においては、ウィレム・フレデリック・ヘルマンス、ハリー・ムリシュ、ヘラルド・レーフェの3人が三大作家と称されるが、一部の論者は、これにヴォルカースを加えて四大作家と称している。
彼のオランダ語の姓は、日本語では「ウォルカース」ないし「ウォーカース」とも音写され得るが、彼の小説を原作とする映画の日本版ソフトでは「ヴォルカース」の表記が用いられている。

## 概要
ヴォルカースは1960年代に、生々しい性描写を得意とする作家として知られるようになったが、しばしば論争の的にもなった。1969年に発表した小説『Turks Fruit』は、10ヶ国語に翻訳され、英語では『Turkish Delight』と題して出版された。またこの作品は、大ヒット映画の原作となり、ポール・バーホーベン監督の1973年の映画『危険な愛（サディスト 愛欲の囁きは破滅の匂い）』は、第46回アカデミー賞の国際長編映画賞にノミネートされ、後には1999年に、世紀最高のオランダ映画に選ばれた。
ヴォルカースは、いくつかの文学賞を辞退してきた。1982年には、コンスタンティン・ホイヘンス賞、1989年にはP・C・ホーフト賞を辞退している。
1980年以降、死去するまで、ヴォルカースは、オランダの島テセルに住んでいた。彼は、2007年10月19日に、テセルの自宅において、81歳で死去し、アムステルダムで火葬され、デ・ニューエ・オースター墓地に葬られた。
屋外に設置されていた彼の彫刻作品の多くは、ヴァンダリズムによる破壊行為の被害に遭ったが、これはおそらく、素材としてガラスを多用していたことが一因であった。その例として、アムステルダムのアウシュヴィッツ記念碑や、テセルのセレス (Ceres) の堤防上に置かれた記念碑などが挙げられる。記念碑などの作品が破壊されたことを受け、ヴォルカースは2003年に、記念碑の制作にあたる場合、今後はガラスの使用を減らし、鋼鉄の使用を増やすと述べた。
実際、テセルに設置されたヤコブス・ピーテル・タイセの記念碑は、それまでより多くの鋼鉄が使用されていたが、依然としてガラスも作品のかなりの部分に使用されていた。
ヴォルカースは死去する数ヶ月前に、文学ジャーナリストのオンノ・ブロムに、自分の電気を書く許可を与えていた。こうして書かれた『Het litteken van de dood. De biografie van Jan Wolkers verscheen』（題名は「死の傷：ヤン・ヴォルカースの伝記」の意）は、2017年に出版され、翌年のオランダ伝記賞を受賞した。
2019年以降、ヤン・ヴォルカースの私生活や文学創作に関するアーカイブがライデン大学図書館で公開されている。

## おもな著作
オランダ語版「nl:Jan Wolkers」に詳細な著作リストがある。以下はおもなもののみ。

### 小説
- 1962年 - Kort Amerikaans
- 1963年 - Een roos van vlees
- 1965年 - Terug naar Oegstgeest
- 1969年 - Turks fruit
- 2005年 - Zomerhitte

## ヴォルカースの作品を原作とする映画
- 1973年の映画『危険な愛（サディスト 愛欲の囁きは破滅の匂い）』（オランダ語: Turks fruit,英語: Turkish Delight）- ポール・バーホーベン監督、第46回アカデミー賞国際長編映画賞ノミネート
- 1979年の映画『Kort Amerikaans』- ギド・ピータース（英語版）監督
- 1983年の映画『Brandende Liefde』- アテ・デ・ヨング（オランダ語版）監督
- 1985年の映画『En Ros Av Kött』- ヨン・リンドストロム (Jon Lindström) 監督、スウェーデンのテレビ映画、原作は『Een roos van vlees』
- 1987年の映画『Terug naar Oegstgeest』- テオ・ファン・ゴッホ監督
- 2008年の映画『Zomerhitte』（英語: Summer Heat）- モニク・ヴァン・デ・ヴェン（英語版）監督